# دانیلا دروز
دانیلا دروز (انگلیسی: Daniela Droz؛ زادهٔ ۱۶ اوت ۱۹۷۷) موسیقی‌دان و هنرپیشه اهل ایالات متحده آمریکا است. دانیلا فعالیت حرفه‌ای را از دوران کودکی خود آغاز کرد. اولین کار او در سال ۱۹۸۷ در سن ۱۰ سالگی در بازی در تئاتر موزیکال آنی در مرکز هنرهای نمایشی سانتورس بود.